# Carboloading
Carboloading (auch: Carbohydrat(e)loading) ist ein Konzept der Zuführung von kohlenhydratreicher Nahrung vor einer großen Ausdauerbelastung des menschlichen Körpers.

## Ausdauersport
Im Sport ist Carboloading bei Athleten in Ausdauersportarten eine häufig angewandte Strategie, um den Aufbau der Glykogenspeicher in den Muskeln zu gewährleisten. Viele Sportler nehmen daher am Abend vor dem Wettkampf große Mengen an Kohlenhydraten zu sich. Diese Maßnahme ist in Sportlerkreisen auch unter der Bezeichnung „Pastaparty“ bekannt.

## Präoperatives Carboloading
Ein vergleichbares Konzept wird ebenfalls vor (größeren) chirurgischen Eingriffen diskutiert, da diese gleichfalls eine weitreichende Belastung des Körpers (Ausdauerbelastung) darstellen. Es stellt keine Routineanwendung in der Anästhesie dar.
Das übliche Vorgehen vor einem operativen Eingriff ist eine sechsstündige Karenz für feste Nahrung (Nüchternheit). Dadurch soll eine perioperative Aspiration vermieden werden. Bei Einnahme klarer Flüssigkeiten kann aber von einer vollständigen Magenpassage innerhalb von zwei Stunden ausgegangen werden.
Ein Carboloading-Getränk muss energiereich, teilchen-, fett- und milchfrei und bei einer möglichen Laktoseintoleranz des Patienten zudem lactosefrei sein. Es wird 90 bis 120 Minuten vor der Narkoseeinleitung gegeben. Eine relevante Beeinflussung des Magen-pH-Wertes soll nicht stattfinden.
Als Vorteile der präoperativen Nährstoffzufuhr werden eine reduzierte perioperative metabolische Stressreaktion sowie postoperative periphere Insulinresistenz und ein subjektiv gesteigerter Patientenkomfort angegeben. Durch Carboloading kommt es zu einer Erhöhung des Insulin-Wertes sowie Hemmung der Lipolyse, die Konzentration von freien Fettsäuren im Blut ist niedriger. Es ist kein negativer Einfluss des präoperativen Carboloadings auf postoperative Übelkeit oder Erbrechen bekannt. Unumgänglich ist die engmaschige Blutzuckerüberwachung intra- und perioperativ.